# Ананім
Ана́нім (грец. ανα- — «знову» όνομα — «ім'я») — псевдонім чи анаграма з літер власного імені, прочитаного у зворотному порядку. Не виключено вживання терміна «ананім» і для випадкових збігів.

## Приклади ананімів
- Алукард — Дракула
- Астероїд — Діоретса.
- Бах — хаб
- Гром — морг
- Грот — торг
- Горох — Хорог
- Йога — Агой
- Кароліна — Ані Лорак
- Кацап — пацак[1]
- Крамер — Ремарк
- Мон — ном
- Наві Волирк — Іван Крилов.
- Оля — Яло
- Омен — Немо.
- Роберт — Требор
- Телефон — нофелет.
- elgooG[en] — Google.
- Xvid — DivX.